# Ganyie Touray
Alhaji Ganyie Touray (* 24. Dezember 1950 in Ballangharr) ist ein Politiker und war Gouverneur der gambischen Central River Region (CRR).

## Leben
Touray gehörte zunächst der People’s Progressive Party (PPP) an und war 1996 einer der Gründungsväter der United Democratic Party (UDP). Im August 2006 verließ er der UDP und schloss sich der Alliance for Patriotic Reorientation and Construction (APRC) an.
Am  19. Juni 2007 wurde Touray zum Gouverneur ernannt, er ist seit 1996 der achte Inhaber dieses Amtes. Er ersetzt Amulie Janneh, der in den Ruhestand geht. Am 20. Mai 2014 wurde Touray aus dem Amt enthoben und durch Omar Khan ersetzt.